# Pedro Aullón de Haro
Pedro Aullón de Haro (...) è un umanista, critico letterario e filosofo spagnolo.

## Biografia intellettuale
Professore ordinario di Teoria della Letteratura e Letteratura comparata presso l’Università di Alicante (Spagna). Relazionato con il pensiero italiano, è ideatore di un’Estetica generale e teorico del Saggio, della poesia moderna e della Storia delle Idee, ha promosso gli studi asiatici in Spagna e l’epistemologia delle Scienze Umane e della Scienza della Letteratura. Ha sviluppato, da un punto di vista sia intellettuale che accademico, le idee e concetti di : “filippinismo” 
(Studi nelle Filippine), “universalità, sublimità e globalizzazione”, “umanismo universale”, “universalità barocca”, “ideazione”, “continuità estetica”, “generi saggistici”, “discorso riflessivo”, “malversazione culturale”, “escatologia e finale della Critica”, “metodologie comparatiste”, “metodologia umanistica nell’Era Digitale”. Ha creato e dirige dal 1994, presso l’Università di Alicante, "Gruppo di ricerca Humanismo" che assegna il "Premio Juan Andrés di Saggistica e Ricerca in Scienze Umane",, così come l’ Instituto Juan Andrés de Comparatística y Globalización. Attualmente dirige anche le collane "Mayor" e "Menor" della casa editrice madrilena Verbum.

## Pubblicazioni fondamentali

### Opere
- Teoría del Ensayo y de los Géneros Ensayísticos, Madrid, Ediciones Complutense, 2019.
- Continuity between the World and Art, and the Problem of Globalization, Cambridge, Cambridge Scholars Publishing, 2017.[8]
- La Escuela Universalista Española del siglo XVIII, Madrid, Sequitur, 2016.,[9][10]
- Idea de la Literatura y teoría de los géneros literarios, a cura di Mª Rosario Martí Marco, Salamanca, Ediciones Universidad de Salamanca, 2016.
- La Ideación Barroca, Madrid, Casimiro, 2015.
- L'Idéation Baroque, trad. di Evelyne Tocut, Madrid, Casimiro livres, 2017.
- Escatología de la Crítica, Madrid, Dykinson, 2013.
- Estética de la lectura, Madrid, Verbum, 2012.
- La concepción de la modernidad en la poesía española. Introducción a una Retórica literaria como historia de la Poesía, Madrid, Verbum, 2010.
- La continuità del mondo e dell’arte, a cura di S. Scandellari, trad. di S. Chiapello, Florencia, Le Lettere, 2009.
- The Continuty of the World and of Art, trad. di J. Buckenham, Quezon, Central Books, 2011.
- La continuidad del mundo y del arte, Madrid, Dykinson, 2011.
- La sublimidad y lo sublime, Madrid, Verbum, 2006 (2.ª ed. rev. 2007).
- El signo y el espacio, Madrid, Conde-Duque, 2002 (2.ª ed. Universidad de Alicante, 2003).
- Teoría general del personaje, Madrid, Heraclea, 2001.
- La Modernidad poética, la Vanguardia y el Creacionismo, a cura di J. Pérez Bazo, Málaga, Anejos de Analecta Malacitana, 2000.
- Schopenhauer sobre la lectura, Madrid, Heraclea, 2000.
- Teoría del Ensayo, Madrid, Verbum, 1992 (e rist.).
- La obra poética de Gil de Biedma, Madrid, Verbum, 1991 (2.ª ed. ampl. 2005).
- La poesía en el siglo XX, Madrid, Taurus, 1989.
- Los géneros didácticos y ensayísticos en el siglo XVIII, Madrid, Taurus, 1987.
- Los géneros ensayísticos en el siglo XIX, Madrid, Taurus, 1987.
- El Jaiku en España, Madrid, Playor, 1985 (2.ª ed. ampl. Madrid, Hiperión, 2002).
- Poesía de la Generación del 98, Madrid, Taurus, 1984 (e rist. 1985, 1989).
- La poesía en el siglo XIX, Madrid, Playor, 1982 (2.ª ed. riv. Madrid, Taurus, 1988).

### Direzione di opere collettive
- Las Escuelas de Salamanca y Universalista, "Recensión", vol.3, Madrid, 2020.[11]
- La Idea de lo Clásico, Madrid, Instituto Juan Andrés, 2017. (In collaborazione con Emilio Crespo).
- Historiografía y Teoría de la Historia del Pensamiento, la Literatura y el Arte, Madrid, Dykinson, 2015.[12]
- Translatio y Cultura, Madrid, Dykinson, 2015. (In collaborazione con A. Silván).
- Metodologías comparatistas y Literatura comparada, Madrid, Dykinson, 2012.[13]
- Teoría del Humanismo, Madrid, Verbum, 2010, 7 voll. + ed. DVD.[14]
- Teoría de la lectura, Málaga, Anejos de Analecta Malacitana, 2006.
- Óscar Esplá y Eusebio Sempere en la construcción de la modernidad artística. Un paradigma comparatista, Madrid, Verbum, 2005, 2 voll.
- Barroco, Madrid, Verbum/Conde Duque, 2004 (rist. 2013, 2 voll.)[15][16]
- Juan Andrés y la teoría comparatista, Valencia, Biblioteca Valenciana, 2002.
- Teoría de la Crítica literaria, Madrid, Trotta, 1994 (e rist.).[17]
- Teoría de la Historia de la literatura y el arte, Madrid, Verbum/U. de Alicante, 1994 (e rist.).
- Introducción a la Crítica literaria actual, Madrid, Playor, 1984 (e rist.).

### Edizioni di Estetica e Teoria Letteraria
- José Lezama Lima, La Expresión Americana (Un tratado de estética aplicada), Madrid, Verbum, 2020.
- Friedrich Schiller, Lo sublime, trad. di Alfred Dornheim, Madrid, Casimiro, 2017 (Nuova ed.; 1ª ed. Málaga, Ágora, 1992).
- Georg Lukács, Sobre la esencia y forma del Ensayo, trad. di M. Sacristán, Madrid, Sequitur, 2015.[18]
- Arthur Schopenhauer, Sobre la lectura y los libros, trad. di E. González Blanco, Madrid, Sequitur, 2015.
- Alfonso Reyes, El deslinde. Prolegómenos a la Teoría literaria, Madrid, Verbum, 2014. (In collaborazione con Esther Zarzo).
- Ramón Gómez de la Serna, Humorismo, Madrid, Casimiro, 2014.
- Johan Huizinga, Acerca de los límites entre lo lúdico y lo serio, trad. di Goedele de Sterck, Madrid, Casimiro, 2014.
- Montesquieu, Ensayo sobre el gusto, Madrid, Casimiro, 2014.
- Manuel Milá y Fontanals, Principios de Estética o de Teoría de lo Bello, Madrid, Verbum, 2013.
- José Lezama Lima, Escritos de estética, Madrid, Dykinson, 2010.[19]
- Manuel Milá y Fontanals, Estética y Teoría literaria, Madrid, Verbum, 2002.
- Benedetto Croce, Estética como ciencia de la expresión y lingüística general, Málaga, Ágora, 1997. (In collaborazione con J. García Gabaldón).
- Karl Krause, Compendio de Estética, trad. di Francisco Giner, Madrid, Verbum, 1995 (2.ª ed. riv. 2009).
- Friedrich Schiller, Sobre poesía ingenua y poesía sentimental, trad. di J. Probst e R. Lida, Madrid, Verbum, 1994 (2.ª ed. riv. 2014).
- Jean Paul, Introducción a la estética, trad. di Julián de Vargas, Madrid, Verbum, 1991.

### Edizioni di Juan Andrés
- Juan Andrés, Origen, progresos y estado actual de toda la literatura, vol. I: "Estudio Preliminar", Historia de toda la Literatura; II: Poesía; III: Elocuencia, Historia, Gramática; IV: Ciencias Naturales; V: Ciencias Naturales; VI: Ciencias Eclesiásticas, Addenda, Onomástica; a cura di J. García Gabaldón, S. Navarro Pastor y C. Valcárcel; trad. di C. Andrés (I-V) e S. Navarro Pastor (VI), dir. da P. Aullón de Haro, Madrid, Verbum-Biblioteca Valenciana, 1997-2002, 6 voll. [ed. critica e completa].
- Juan Andrés, Cartas familiares (Viaje de Italia), a cura di I. Arbillaga e C. Valcárcel; dir. da P. Aullón de Haro, Madrid, Verbum-Biblioteca Valenciana, 2004, 2 voll. [ed. critica e completa]
- Juan Andrés, Nápoles, Madrid, Casimiro, 2016.[20]
- Juan Andrés,Napoli, a cura di P. Aullón de Haro e D. Mombelli, Casimiro libri, 2017.
- Juan Andrés, Furia. Disertación sobre una inscripción romana, a cura di P. Aullón de Haro e Davide Mombelli, Madrid, Instituto Juan Andrés, 2017.[21]
- Estudios Humanísticos, a cura di P. Aullón de Haro, E. Crespo, J. García Gabaldón, D. Mombelli, F.J. Bran, Madrid, Verbum (Col. Verbum Mayor), 2017.
- Juan Andrés, Estudios Científicos, a cura di P. Aullón de Haro y D. Mombelli, Madrid, Verbum (Col. Verbum Mayor), 2019.